# Mnacakan Iskandarjan
Mnacakan Frunzevič Iskandarjan (in russo Мнацакан Фрунзевич Искандарян?; Gyumri, 17 maggio 1967) è un ex lottatore russo, di origine armena, fino al 1991 sovietico, specializzato nella lotta greco-romana.

## Palmarès

### Olimpiadi
- 1 medaglia:
  - 1 oro (Barcellona 1992 nei 74 kg[1])

### Mondiali
- 3 medaglie:
  - 3 ori (Ostia 1990 nei 74 kg[2]; Varna 1991 nei 74 kg[2]; Tampere 1994 nei 74 kg[3])

### Europei
- 3 medaglie:
  - 2 ori (Aschaffenburg 1991 nei 74 kg[2]; Copenaghen 1992 nei 74 kg[2])
  - 1 argento (Oulu 1989 nei 68 kg[2])